# Батюшков, Константин Николаевич (1890)
Константи́н Никола́евич Ба́тюшков (1890—1915) — корнет 5-го гусарского Александрийского полка, герой Первой мировой войны.

## Биография
Потомственный дворянин Тверской губернии. Сын экономиста Николая Дмитриевича Батюшкова (1855—1916) и Надежды Васильевны Мешковой (1855—1924), общественной деятельницы Самарской губернии. Внук Дмитрия Николаевича Батюшкова. Дальний родственник знаменитого поэта К. Н. Батюшкова, своего полного тёзки. Брат художника Василия Николаевича Батюшкова.
Его дядя со стороны отца — филолог и педагог Фёдор Дмитриевич Батюшков.
Дядя со стороны матери — общественный деятель и меценат Николай Васильевич Мешков.
Среднее образование получил в Самарском реальном училище, которое окончил в 1906 году. Затем учился в Санкт-Петербургском политехническом институте.
В 1912 году отправился добровольцем в болгарскую армию, в гвардейский конный полк, и принимал участие в боевых действиях против Турции в чине офицера. В 1913 году вернулся в Россию и поступил вольноопределяющимся в 5-й гусарский Александрийский полк. Выдержав офицерский экзамен при Николаевском кавалерийском училище, 19 декабря 1913 года произведен был в корнеты.
В Первую мировую войну вступил в рядах александрийских гусар. Пожалован Георгиевским оружием
За то, что 25 апреля 1915 года у д. Покальнишки во главе взвода атаковал в конном строю переправу через р. Шою, занятую спешенной конницей противника, выбил последнего из окопов, частью изрубив, частью взяв в плен опрокинутых конно-егерей неприятеля. Затем, атаковал другой спешенный взвод немцев и обратил его в бегство, после чего, присоединившись к эскадрону, принял участие в атаке противника у ф. Нарутишки.
Был убит в разведке у села Бучаны 14 сентября 1915 года. Посмертно удостоен ордена Св. Георгия 4-й степени
За то, что 14 сентября 1915 года, у с. Бучаны, находясь со взводом в головной заставе, с беззаветным мужеством бросился в конном строю в атаку на нерасстроенную пехоту противника и, прорвав первую линию, врубился в подходящие резервы и, будучи сбит с лошади и поднят на штыки, смертью запечатлел свой подвиг.
Был похоронен германцами на поле боя, а затем перезахоронен на кладбище Александро-Невской лавры. В том же году полковой поэт Петрушевский написал стихотворение «Памяти К. Н. Батюшкова»:
Погиб корнет, лихой рубака.
Он — гордость черных был гусар,
Его последняя атака
Врагу тяжелый был удар.
Когда германскую пехоту
Он у Козян атаковал,
То изрубил без мала роту,
Но сам в бою неравном пал.
С ним был лишь взвод. За это дело
Его представили к кресту,
За то, что он исполнил смело
Свой долг и умер на посту.
За то, что он врагам не сдался,
Когда был ими окружен,
Как лев, отчаянно сражался
И был лишь смертью побежден.
Да, он погиб... Жена рыдает,
Не встанет он в бессмертный строй!
Погиб корнет, но полк весь знает,
Что Костя Батюшков — герой.
В 1965 году в эмиграции была опубликована статья полковника Топоркова «Корнет Константин Николаевич Батюшков: к 50-летию его доблестной смерти» (Военно-исторический вестник, № 25. — Париж, 1965).

## Награды
- Орден Святой Анны 4-й ст. с надписью «за храбрость» (ВП 15.04.1915)
- Георгиевское оружие (ВП 12.11.1915)
- Орден Святой Анны 3-й ст. с мечами и бантом (ВП 6.04.1916)
- Орден Святого Станислава 3-й ст. с мечами и бантом (ВП 21.06.1916)
- Орден Святого Георгия 4-й ст. (ВП 26.06.1916)